# たまこまーけっと
『たまこまーけっと』は、京都アニメーション制作による日本のテレビアニメ、およびそのノベライズ作品。テレビアニメは2013年1月より3月まで放送された。略称は「たまこけ」。2014年4月には、続編となるアニメ映画『たまこラブストーリー』が公開された。

## 概要
『けいおん!』の監督の山田尚子による完全オリジナルアニメ作品。シリーズ構成は吉田玲子、キャラクターデザインは堀口悠紀子が担当した。また、京都アニメーションにとっては『MUNTOシリーズ』以来2作目のオリジナル作品である。
2012年11月29日、TOKYO MXなどで放送された京都アニメーション制作によるテレビアニメ『中二病でも恋がしたい！』第9話の番組CMにて製作が発表された。同社の元請制作およびオリジナルアニメ制作10周年記念作品と位置付けられた。また、洲崎綾（主人公たまこ役）、金子有希（みどり役）、長妻樹里（かんな役）は共に本作がアニメ初レギュラー作となった（洲崎はアニメ初主演、金子はアニメデビュー作となる）。
2013年9月には劇場版『小鳥遊六花・改 〜劇場版 中二病でも恋がしたい!〜』の上映前CMにて、本作品の新作の製作が発表された。その後、2013年12月に劇場版の製作と公開日の発表が行われ、2014年4月26日に続編に当たる劇場版『たまこラブストーリー』が公開された。
主人公たまこは餅屋の娘ということで、本作には四季折々の餅（もしくは餅を使った菓子やまんじゅう）が登場しており、一種のキーアイテムとして扱われている。たまこの家族や学友たち、たまこの家である餅屋がある「うさぎ山商店街」の人たちは、お互いや商店街を訪れる人たちにも惜しみない愛情をもって接しており、彼らの人情あふれる姿とドラマが本作の特色となっている。

## あらすじ
北白川たまこは2学期の終業式のあと立ち寄ったうさぎ山商店街の花屋で、言葉を話す謎の鳥デラ・モチマッヅィと出会う。デラはとある国の王子の妃を探しており、たまこに求愛されたとして北白川家に住み着いてしまう。（第1話）
たまこはバレンタインデーに向けてうさぎ山商店街を盛り上げようとするが、親友の常盤みどりはたまこに複雑な思いを抱く。（第2話）
新学期、デラはたまこと同じクラスになった朝霧史織に一目惚れ。それをきっかけにたまこは彼女と仲良くなる。（第3話）
5月、たまこの妹北白川あんこはクラスメイトの男子たちと博物館に行く約束をしたがその日はうさぎ山神社のお祭り。あんこは博物館行きをやめて祭りの手伝いをするが好きな男子がおみやげを持ってきたのに照れてクローゼットに隠れてしまう。（第4話）
夏、臨海学校で大路もち蔵はデラの勧めでたまこに告白しようとするが、みどりにことごとく阻止される。（第5話）
夏休み、うさぎ山商店街はお化け屋敷を企画、デラと牧野かんなの協力で大成功する。（第6話）
うさぎ山商店街にデラの国の少女チョイ・モチマッヅィがやってくる。占い師のチョイも王子の妃を探していた。（第7話）
秋、太りすぎたデラはダイエットを命じられる。監視のためチョイとともにたまこの学校に通う。（第8話）
あんこが片思いする男子が10月10日のおもちの日に引越しすることになる。あんこはお別れに、たまこともち蔵に持たされたつきたてのお餅を渡す。たまこと母の思い出の曲が父の北白川豆大とレコード屋のマスターが学生時代組んでいたバンドの曲だと判明。（第9話）
バトン部部長のみどりは文化祭の企画が思いつかず悩んだ末、たまこたちに泣きながら打ち明ける。みんなの協力で文化祭のステージは成功。チョイはたまこに「あなたが王子のお妃様です」と告げる。（第10話）
商店街の人たちはたまこが遠くに行ってしまうと残念がる。たまこはポイントカード100冊ためてやっともらったメダルを落としてしまうが、拾ってくれたのは王子だった。（第11話）
メチャ・モチマッヅイ王子の登場で悩むたまこ。たまこから商店街への愛着を聞いたデラは王子に諦めてほしいと頼み込む。結局勘違いということになり王子はチョイを連れて帰国。大晦日、デラも旅立つが花屋で眠ってしまい、もち蔵のプレゼントとして再び北白川家にやってくるのだった。（第12話）

## 登場人物
北白川 たまこ（きたしらかわ たまこ）
声 - 洲崎綾
（第1話、第2話）高校1年生。（第3話 - 最終回）高校2年生。
本作の主人公。12月31日生まれ、血液型O型。餅屋「たまや」の娘。明るく人懐っこい性格だが、自身の恋愛に関してはみどりたちが呆れるほど鈍感である。ツインテールのおさげに、もちを模したアクセサリーと寝ぐせが特徴。母と同じ首筋にホクロがある。普段はコンタクトレンズを使用しているが、メガネを着用することもある。小学生のころはいつもメガネをかけていた。バトン部に所属。運動神経はよくないようであり、泳げないこともあったが、2年生の臨海学校の間に（みどり曰く）「25メートル泳げるようになった」。愛称は「たまちゃん」。
餅屋「たまや」のことが大好きであり、よく物事を餅に例えたり、吾平同様にさまざまなアイディア餅を考案したりしている。小さい頃から「たまや」の手伝いをしているため、餅を作る手さばきは名人級であり、よく自作の餅をデラや友達にふるまったりしている。
商店街に愛着があり、バレンタインなのに活気がなかったり夏枯れで客足が遠のいたときは率先して盛り上げる。小学生の頃からこつこつ貯めたうさぎ山商店街のポイントカードを所持しており、第11話でポイントカード100枚分の景品である、うさぎが描かれたメダルを貰った。
誕生日が12月31日（大みそか）という餅屋にとって最も忙しい時期のため、誕生日にはプレゼントの贈呈が忘れられるようである。
同居のデラに対しては、たびたび腹黒い一面を見せている。また、企画で自分の意見が通らなかったときに父親の豆大に向って「ハゲ」と発言するなど口悪いところもある。
行きつけである、レコード屋「星とピエロ」では、コーヒーが好きであるが苦いので牛乳を入れて飲んでいる。
自宅に風呂があるにもかかわらず、あんこを連れて銭湯のうさ湯に通っていることがほとんどなので、豆大に「たまには自分んちの風呂に入れ」と言われている。
髪の毛の匂いと首筋のホクロから、チョイはたまこが王子のお妃候補だと発言していたが、実際はチョイは占いをしておらず、結果的に思い過ごしであった。
鳥 / デラ・モチマッヅィ
声 - 山崎たくみ
とある南の国から商店街にやってきた鳥。オウムまたはインコのような風貌をしている。一人称は「私」もしくは「俺」。鳥の本には載っていない。国の王子のために后（きさき）を探しにきた王家の使い。人間の言葉を理解し話せる。人間と同じ味覚と食生活をし、餅が大好物で、たまこが買ってきた鳥用の餌を食べるのを拒否している。トイレを使う描写もある。故郷の南の国では、キウイフルーツやマンゴーが好物らしい。なお、一部の人間からはニワトリと呼ばれることもあるが、ニワトリ扱いされると激怒する。
たまこのことを「娘」、もち蔵のことを「青年」と呼んでいる。
高飛車な自信家。王子にも敬語を使わず対等な態度で接するが、同じ南の国に住んでいるチョイには全く頭が上がらないようで、チョイに怒られるたびに土下座して謝っている。また、チョイに自分が太ったことや北白川家に居座っている理由を問い詰めたられたときには、たまこから脅されて無理矢理引き止められたり、餅をたくさん食べさせられて太らされたというウソをつくという散々お世話になったたまこに恩を仇で返す行為をする一面も見せている。そのため、チョイは一時的にたまこ達に敵意を持ってしまうが、商店街の人達と触れ合う内に誤解が解けた。また、人の心情には敏感であり、核心を突く発言をすることが多い。
花屋の花（チューベローズの花）に紛れていたところをたまこに見つかり、くしゃみをされた。これが彼曰く求婚であり、たまこの家に居候することに。登場当初はオウムにも似た痩せ型だったが、居候を続けるうちに餅の食べすぎで肥満体になってしまい、全く飛べないわけではないが飛ぶのにも苦労している。第8話でかんなが造った鳥小屋に入れなかった経緯から行ったダイエットの末に上半身は以前と変わらないが下半身が筋肉質という奇妙な逆三角形体系になるが、商店街の人からは心配され、たまこの幼なじみであるみどりからは「キモい」と言われる。第9話ではリバウンドしたようだが筋肉がついたようで以前のように飛ぶことが苦にならなくなった様子。みどりには「紳士な鳥」と評されている。立っているときは常にモデル立ち。
鳥だが、人間の女が好きなようで、特に電柱の上から落下しそうになったときに史織によって助けられ、そのまま史織に惚れておりアプローチを繰り返している。またスケベな一面があり、銭湯に行った際にはよく女湯側を覗こうとするが、そのたびにたまこに制裁を受けている。また、女性に対して極端に幻想を抱いており、史織がトイレに行ったことすらショックを受けていた。
映写機のように動画を目からスクリーンに映し出す特技があり、本来なら南の国との通信機能の役目を持つが、機能が故障したらしく、デラが気絶しなければ作動しないため、デラ本人からの通信は不可能になっている。また、この機能は通信のみならず過去の映像も映し出すことができる。ケーブルを咥えれば映写機やビデオデッキの映像も映すことができる。第11話では、南の国からデラの修理方法がわかったため、チョイの修理により、映像を映し出すことができたが、まだ完全ではないために途中で途切れてしまった。
北白川家で初めて本名を名乗った際、豆大はフルネームを含めて「デラ（どえらい）モチマッヅィ（餅まずい）」と受け取り、不満を抱く。たまこも「名前が良くない」と言っている。たまこは最初「鳥さん」と呼んでいたが、後に「デラちゃん」と呼ぶようになり、みどりや商店街の人たちも、たまこに影響されたのか、一部の人を除き「デラちゃん」と呼んでいる。また、史織も最初は「鳥さん」と呼んでいたが、以降は「モチマッヅィさん」と苗字に敬称を付けて呼んでいる（3話）。もち蔵からは「鳥」、かんなからは「ミスター」と呼ばれている。なお、あんこ、チョイ、メチャは「デラ」と呼び捨てにしている。

### 北白川家
北白川 あんこ（きたしらかわ あんこ）
声 - 日高里菜
（第1話、第2話）小学4年生。（第3話 - 最終回）小学5年生。
たまこの妹。本人は実家の餅屋があまり好きではない。おしゃれでおませである。一人称は「あんこ」だが、状況によって「私」という場合もある。「安直すぎる」という理由から、自分はその名前が好きでないようで、自分を「アン」と呼ぶよう強要している。居候のデラのことを「変な鳥」と快く思ってはいないが、「アン」と呼んでくれるのは彼だけである。普段はたまこを「お姉ちゃん」と呼ぶが、「たまちゃん」と呼ぶこともある。
家族の中で唯一恋愛に関して敏感で、協力はしないが、もち蔵がたまこに想いを寄せていることを知っている。
竜也と柚季が並んで歩いているときに、照れて隠れていたことから、みどりやかんなには、ルックスのいい竜也を好きだと誤解されていたが、面食いではないようで、柚季のことが好きであるが、その柚季は第9話にて引っ越すことになった。
風呂はたまことともに、うさ湯で済ませる場合が多い。
北白川 豆大（きたしらかわ まめだい）
声 - 藤原啓治
たまこの父親。頑固で職人気質な性格で、餅屋「たまや」の伝統を重んじている。そのためバレンタインなどの浮ついたイベントはあまり好んでおらず、たまこが商店街や「たまや」を盛り上げるために出すアイデアのほぼ全てに反対する（が、最終的には協力するなど、なんだかんだで娘には甘い）。同じ餅屋である大路屋の吾平とは犬猿の仲でいつも張り合っていたり、吾平の息子であるもち蔵に対しても厳しい態度を取っているものの、吾平の相談に乗ったり、もち蔵に感謝の意を示す場面があったりと心の底では友情や信頼を寄せていると見える。顔や性格に似合わず酒は苦手で飲めない。そのため、レコード屋「星とピエロ」のマスターからコーヒーにこっそり酒を入れられたときには相当酔いつぶれていた。髪型は学生時代から坊主頭。恋愛に関してはたまこ同様、鈍感であるが、もち蔵が祭りの日にたまこのために「たまや」を手伝いたいと申し出た際、店の味を盗むつもりだと勘違いし手伝いを拒否している。たまこがお后候補になってからは、周囲とは複雑な態度で接している。
学生時代は、レコード屋「星とピエロ」のマスターたちとバンド「ダイナマイトビーンズ」を組んでおり、ギター兼ボーカルを務めている。
北白川 福（きたしらかわ ふく）
声 - 西村知道
たまこの祖父で豆大の父。気さくな性格だが、豆大同様恋愛事には疎い。豆大に比べるとたまこのアイデア等には比較的に好意的な部分があり興味を示すこともある。福曰く、「たまや」を創業したのは彼の祖父であり、吾平のセリフから察するに「たまや」が創業した3日後に「大路屋」が創業している。
北白川 ひなこ（きたしらかわ ひなこ）
声 - 日笠陽子
たまこの母親。たまこが小学5年生のときに亡くなっている。学生時代は髪の色や髪形以外はたまこに似た容姿でたまこ同様、首筋にホクロがある。たまこがよく鼻歌にする曲は豆大と彼女の思い出の曲である。ただし、たまこはその曲が何か分からないため、レコード屋「星とピエロ」のマスターにいろいろなレコードを探してもらっていたが、第9話にてその曲が思い出の曲「恋の歌」であり豆大からひなこに送られた曲であることが判明した。
豆大との出会いは、豆大に「餅屋『たまや』」で、ひなこが豆大福がほしいという意味で「豆大ください、好きなんです、こちらの豆大」と言ったのを自分が告白されたと勘違いしたのが付き合い始めた要因である。

### 大路家
大路 もち蔵（おおじ もちぞう）
声 - 田丸篤志、 升望（幼少期）
たまこの幼なじみで、高校の同級生。中学では、たまこと違う学校に通っていた。たまこからは「もち蔵」、あんこからは「もっちー」と呼ばれている。映画研究会に所属。10月10日（お餅の日）生まれ、血液型B型。たまこに想いを寄せているが、たまこ本人が恋愛に鈍感なところもありなかなか報われない。もち蔵本人もたまこへの好意を他人から指摘されると意地を張って否定することが多い。2年生での臨海学校では、たまこにデラを使って告白しようとしていたが、みどりにことごとく阻止され、結局できずじまいだった。たまこがお后候補になったことで相当落ち込んでいる。
実家は「たまや」の向かいの餅屋「大路屋」、たまこの実家とライバル関係にある。商売敵同士である父親たちとは違い、本人とたまこは仲がよい。豆大のことは「お義父さん」と呼んでいるが、その都度「お前にお父さんと呼ばれる筋合いはねえ!」と怒鳴られている。直接話しても聞こえるが、自室の窓から、同じ2階にあるたまこの部屋の窓へ糸電話を投げ、道路をまたいだ糸電話で会話をすることもある。2年のクラス替えでは、またもやたまこと同じクラスになれず落胆していた。
たまこと違い、店の手伝いはあまり熱心ではなく、夏の暑い日にやる気のない態度で店番をして、両親に注意されたり、お餅の日には自分の店の手伝いはそっちのけで、たまこのために「たまや」の手伝いをして、吾平から怒鳴られている。
たまこ同様にうさぎ山商店街のポイントカードを集めており、自分のカードは50冊分持っている。
劇場版『たまこラブストーリー』ではたまこと同じ重要人物として描かれている。
大路 吾平（おおじ ごへい）
声 - 立木文彦
もち蔵の父親で、餅屋「大路屋」の主人。もち蔵のことは「マイジュニア」と呼ぶことが多い。餅屋に対する考えが保守的な豆大と違い、時代に取り残されないようにと、店の看板を「RICECAKE oh! ZEE」に変えてしまったり(看板はかんなの父親が制作)、「お節餅」や「ハロウィン餅」などの斬新なアイデアの創作餅を作るなど、革新的な考えの持ち主。しかし、客からの評判はいまいちである。常に笑ったような表情で私服には派手な色のシャツを着ていることが多い。
同じ餅屋である豆大とは、商売敵であるうえ、考え方の違いから仲が悪く店頭でしょっちゅう言い争いをしており、ケンカの原因は大抵は意見の食い違いだが、店に出す商品やイベントが互いに被ることでも揉めている。だが、憎しみあっているわけではなく、ライバルかつケンカ友達のような関係で、豆大の娘であるたまこには比較的好意的に接している。
大路 道子（おおじ みちこ）
声 - 雪野五月
もち蔵の母親。ぼーっとしているもち蔵をたしなめることが多く、もち蔵がたまこのことを好きなことも知っている。たまこともち蔵の糸電話を作った張本人である。

### たまこの同級生
常盤 みどり（ときわ みどり）
声 - 金子有希
たまことは小学4年生からの幼なじみで、同じ高校の同級生。8月19日生まれ、血液型B型。バトン部に所属で、第9話にて部長に就任したが、文化祭の企画のときには、部長の重圧に押されて戸惑いを見せている。祖父信彦がうさぎ山商店街でおもちゃ屋を経営。現在商店街には住んでいない。サバけた性格で男女問わずに人気があるらしい。金髪と常盤色の髪留めがトレードマーク。高校2年の進級時は、初めてたまこと別のクラスになった。ツッコミも含めてたまこにはなにかと世話を焼くことが多く、幼馴染み以上の感情を抱いている。故に、もち蔵のたまこに好意を抱いていることに関してもあまりよく思っていないため、2年生の臨海学校ではもち蔵がたまこに告白しようとしていたときはことごとくブロックしていた。「だね」と同意するのが口癖。
緑色のリボンがついたクマのぬいぐるみをとても大切にしており、たまこがお后候補と判明したときは「クマのぬいぐるみを取りあげられた気分」と言っている。なお、最終回でチョイが帰国するときには、チョイにリボンが色違い（赤色）のクマのぬいぐるみをプレゼントしている。
劇場版『たまこラブストーリー』ではたまこともち蔵の仲を複雑に思いながらも二人を後押しする描写がある。
牧野 かんな（まきの かんな）
声 - 長妻樹里
たまこと同じ高校の同級生。うさぎ山中等・高等学校の建物の設計をするために高等部より入学。6月7日生まれ、血液型O型。バトン部に所属。髪の左側に付けたアメ型の髪飾りが特徴。名前の由来は大工道具の「鉋（かんな）」から。マイペースで掴みどころのない性格だが、策士なところもあり、真夏の暑さで客入りが少なくなっているうさぎ山商店街を盛り上げるため、デラに「好きな人と一緒にお化け屋敷に入ると仲良くなれる」と吹き込んで、デラをうまく利用したことも。また、時にさらっと黒い発言をすることもある。父親は大工で、しばしば商店街での仕事を請け負っており、本人もチョコレートの家を自ら設計したり、教室のロッカーの修理をしたり、鳥小屋を造ったりとその筋の造詣が深く、父親を「親方」と称するなど尊敬している。また、その筋のプライドは比較的高く、デラのために作った鳥小屋にデラが入りきらなかった際、デラに主要な原因があったにもかかわらず、計測を誤るのは大工として一生の恥として「おが屑にしてやる」という一言とともに鉋を取り出す一面も。その鉋が自前のものかどうかは不明。バトン部の次期部長の座を狙っていたが、その座にはみどりが就いてしまったものの、たまこに下剋上宣言するなど、部長の座は諦めていない様子。
デラのことは「鳥さん」「鳥の人」などと呼んでいたが第8話以降は「ミスター」と呼んでいる。鳥アレルギー持ち。進級時はたまこや史織らと同じクラスになった。みどりを「みどちゃん」、史織を「しおちゃん」など独特なあだ名で呼ぶことが多い。目測が得意で自前のメジャーを持っており、お化け屋敷を作った際は必要な資材の数をすぐに弾き出すほど。服の上からでも相手の体格を正確に測ることができる。直角が大好きで家の梁に興味がある。会話の節々に敬語を使うことがある。たまこほどではないが、泳ぎが苦手である。小柄な体格のため、チョイは当初かんなを「小さき娘」と呼んでおり、たまこ達よりも年下だと思っていた。三人中では唯一、親族がうさぎ山商店街に住んでいない。
朝霧 史織（あさぎり しおり）
声 - 山下百合恵
たまこの同級生。4月2日生まれ、血液型A型。バドミントン部に所属。メガネと髪に刺した2本のかんざしがトレードマーク。実家はペットショップを経営。クールな人物だが、内面は繊細かつ恥ずかしがり屋で引っ込み思案な性格。2年に進級した際にたまこと同じクラスになる。
1年のころから、バトン部のたまこたちが楽しそうに話をしている姿を羨望の眼差しで見ていて、たまこと友達になりたいと思っていたが、その性格から言い出すことが出来ず、たまこに対して素気ない態度で接していた。だが、ひょんなことから知り合ったデラを通じてたまこと交流したことがきっかけで、想いを打ち明け友人となり、その後、たまこを通じてみどりやかんなとも友人となった。
友人になってからは、「たまや」や商店街のイベントを手伝ったり、笑い合ったり、たまこたちと一緒にプールに行ったりと、一緒に行動するようになった。デラからは大変気に入られており、その後もたびたびアプローチを受けている。当初はたまこを「北白川さん」と呼んでいたが、後に「たまこ」と呼ぶようになっている。

### うさぎ山商店街の人々
クレジットではさゆりを除いて本名ではなく人物が経営している店の名前で表記されている。
常盤 信彦（ときわ のぶひこ）
声 - 家中宏
みどりの祖父で、商店街でおもちゃ屋「トキワ堂」を経営。松葉杖のようなけん玉を手にしている。ファンキーな服装を好んで着用している（みどり曰く「気が若い」）。子供たちとおもちゃで遊ぶのが好き。みどりが文化祭で部長の重圧に押されて悩んでいながらも、言い出せないことを見抜き、たまこたちに打ち明けるようアドバイスしている。
花瀬 かおる（はなせ かおる）
声 - 小野大輔
花屋「フローリストプリンセス」の店員。デラをうさぎ山商店街に連れて来てしまったり、自店の花でたまこをお妃候補と勘違いさせたりなど、作中のトラブルメーカーでもある。デラから女性と思われているようであるが、ノベライズ版に男性であることが描かれている。
八百比 邦夫（やおび くにお）
声 - 辻谷耕史
レコード屋「星とピエロ」の主人。たまこから亡くなった母親が歌ってくれていた曲を探すのを頼まれている。レコードをかける際、聴かせる相手の心情を察した格言をときおり残している。豆大の学生時代の先輩で、学生時代に豆大と一緒にバンド「ダイナマイトビーンズ」を組んでおり、キーボードを担当している。当時のライブの様子を収録したビデオを持っていて、たまこから依頼された曲が判明した際に、デラを使って上映している。
湯本 長治（ゆもと ちょうじ）
声 - 津久井教生
たまことあんこの行きつけの風呂屋「うさ湯」の主人。町内会長も務めている。動物と会話することを空想していたためデラのことを気に入っている。
湯本 さゆり（ゆもと さゆり）
声 - 岩男潤子
長治の娘で「うさ湯」の看板娘。茶髪のセミロングヘアに赤いカチューシャで眼鏡をかけている。集会が行われる際には、階段の方に座っている。後に結婚することが明らかになり、結婚後は実家を出て暮らしているが、うさ湯で集会などがあるときには実家へ帰っている。
満村 文子（みつむら ふみこ）
声 - 渡辺久美子
精肉屋「ジャストミート」の明るいおばさん。たまこやたまこの知り合いに自店のコロッケをおごることが多い。また、それ以外の人々（主に学生）にもおごることがある。
魚谷 隆（うおたに たかし）
声 - 成田剣
魚屋「さしみ」の主人。おとなしく控えめな人物。さゆりの結婚が決まったことにショックを受けており、妻の真理に睨まれている。デラが一度だけつぶやき、忘れてしまった買い物リストを覚えているなど、記憶力が良い。
魚谷 真理（うおたに まり）
声 - 日笠陽子
隆の妻。夫とは対照的に明るく気さくな性格。
清水 富雄（しみず とみお）
声 - 川原慶久
豆腐屋「清水屋」の職人。色白な小太りの男性でアフロヘアー。さゆりのことが好きで、さゆりが結婚することを知りショックを受けるが、さゆりの幸せを祝福する紳士な一面を見せており、チョイには「良い占いをありがとう」と言っている。
白木 忠直（しらき ただなお）
声 - 野坂尚也
うどん屋「みやこうどん」の職人。力うどんを作るときには、いつも餅屋「たまや」の餅を使っている。無口だがバレンタインには特製メニューを作ったり、猫にうどんをあげたりと乗り気な部分があったりする。
英國屋（本名不明）
声 - 杉本ゆう
ブティック「英國屋」の店主。けだるい雰囲気の若い女性。接客中の店内で煙草をふかしていた。チョイの服を探しに来たたまこ達に、アラフィフターゲットの自分の店より若者向けの商品を扱う、うさぎ山商店街の外にある古着屋「Mother Road」を紹介する。「Mother Road」の店長を“ツレ”と呼ぶが、髪の色とほくろの位置が違うだけで同じ顔をしていた。
駄菓子屋（本名不明）
声 - クレジットなし
駄菓子屋「うさぎ山商店」の店主。物静かで頭の良い、茶髪のショートカットの若い女性。青いパーカーとショートパンツという出で立ちでいることが多い。たまこたちが高校2年生の時、浪人生を下宿させていた。

### 南の国
日本より南にある海に囲まれた島で気温は高い。「土地の物は国民皆の物」という習わしがある。また、王家に仕える者はモチマッヅィの姓を享け賜るしきたりがある。そのため、チョイとメチャは血が繋がっていない。
メチャ・モチマッヅィ
声 - 下野紘
とある南の国を治めるモチマッヅィ王家の王子で、デラの主人的存在だが小さい頃から一緒に育ってきたのでデラからはタメ口で話されている。デラは彼の后を探すために旅をしており、彼に仕込まれた通信機能によって連絡を取っているのだがデラやチョイ側からの返事がないため、繋がっているか不安がっている。礼儀正しく穏やかな性格。
お妃候補が判明した時に、デラを通じてたまことの会話で、名前を名乗った際に名前「メチャ（めっちゃ）モチマッヅィ（餅まずい）」が名前なだけに豆大がブチ切れる寸前であった。
お妃候補であるたまこに会うために来日し、商店街の人たちと交流を持つ。デラと再会した際、太りすぎて容姿の変ったデラを、最初は別の喋る鳥と勘違いしている。
チョイ・モチマッヅィ
声 - 山岡ゆり
王子のお付きの少女。占い師。デラを使った鳥占いが得意で良く当たっている。手相占いもでき、第6話のラストにうさぎ山商店街にやってくる。母国では、デラを飛ばして国事を占う鳥占官（デラ曰く的中率98%）を務めている。基本的には礼儀正しく真面目な性格で他人や初対面、目上の人間に対しては敬語で話すが打ち解けた人間や自分から見て年下の人間にはタメ口で話す。一方でデラには厳しい部分があり、デラにとっては頭の上がらない人物である。また、豆大も「チョイ（ちょい）モチマッヅィ（餅まずい）」と受け止めたため、デラや王子とは異なり、多めに見てくれた。
デラの通信機能が回復するまでの間、「たまや」に居候させてもらい、掃除や料理などの家事を積極的に手伝っている。日本に来てからテレビのワイドショーを観るのが好きになった。どうやら王子に好意を抱いている様子である。8話で「デラの食べ過ぎを監視する」と言う名目でたまこ達の学校に仮交換留学生として通学していた。
餅をたくさん食べさせられて太らされた、というデラのウソのせいで当初は餅を毛嫌いしていたが、紅白餅を作っている中でこれを勧められ、「おいしい」と餅に対する見解を改めるとともに、デラほどではないが餅が好きになった。
たまこのことは王子の妃候補として「たまこ様」と呼んでいたが、王子が「彼女（たまこ）は妃になる人では無いよ」と云ったことから、呼び捨てで呼ぶ事にした。

### うさぎ山高校の人物
八木 ただし（やぎ ただし）
声 - 成田剣
新任教師で2年A組のたまこのクラスの担任。怖いものが苦手らしく、たまこたちが催したお化け屋敷でも絶叫していた。第3話（4月）の時点では新婚である。妻（声 - 雪野五月）のことは「ジュコちゃん」と呼んでいる。
木更木 夕子（きさらぎ ゆうこ）
声 - 三上枝織
たまこ達の先輩でバトン部の元部長。たまこ達からは「夕子先輩」と呼ばれている。バトンが大好きであり、筋の良い史織をバトン部に勧誘したこともある。第10話の時点ではすでに引退しているが、文化祭の話し合いや練習などに付き合う。神出鬼没で、アニメやwebドラマではたまこ達が気づかない間に彼女達のすぐ傍にいる事が多い。（みどり曰く気配を完全に消している模様）
初登場はWebドラマ第3話でその後本編第10話に登場している。実は本人はバトンは不得意で、自身のもっとも大好きなものが不得意という理想と現実とのギャップに苦悩している。ただし、その分バトンの知識は豊富で、難易度の高い技もどのように動けば成功するかなどを完璧に把握しており、バトンを指導する側となれば非常に高い能力を持っている（実際に彼女の指導でかんなは短時間で技をマスターできた）。また部長としてのリーダーシップ力も高く、非常に後輩思い。夏のフェスティバル終了時にたまこ達から祝いの花束を渡された際は、感謝の涙を流した。
バトン部 後輩（本名不明）
声 - 藤村鼓乃美、照井春佳
たまこ達が2年に進級して登場した、バトン部の後輩（たまこ達より1学年下）二人組で、BD第6巻のブックレットのキャラクター紹介に「双子です」と記載されている。全く同じ顔をしており、ロングヘアのセンター分けで、額にくるくると渦巻くような房が一本貼り付いている。一人は後ろ髪をそのまま背中に垂らし、もう一人は両耳の上でツインテールに結んでいる。
第8話のエンディングテロップでは、二人とも「バトン部 後輩」となっており、明確な区別はされていない。
たまこ達が3年に進級するとさらに1名の後輩（たまこ達より2学年下。声：羽月理恵）が登場する。ボブヘアーで、かんなに憧れを抱いていると思しき描写がある。

### あんこの同級生
竜也（たつや）
声 - 五十嵐裕美
あんこのクラスメイトの男子。ルックスがいいため、みどりやかんなからは、あんこの好きな相手だと思われていた。
柚季
声 - 藤村鼓乃美
あんこの好きな相手で、メガネをかけた柔和な雰囲気の男子。あんこのクラスメイトだったが、10月10日（第9話）で転校する。家族が餅屋「たまや」の常連だったため、転校後も餅屋「たまや」を訪れることをあんこと約束している。
かえで
声 - 原嶋あかり
あんこのクラスメイトでショートカットの女子。
もみじ
あんこのクラスメイトでメガネをかけた長髪の女子。

## スタッフ
- 企画・原作・アニメーション制作 - 京都アニメーション[3]
- 監督 - 山田尚子[3]
- シリーズ構成 - 吉田玲子[3]
- キャラクター原案・デザイン・総作画監督 - 堀口悠紀子[3]
- 美術 - 田峰育子
- 色彩設計 - 竹田明代
- 撮影監督 - 山本倫
- 設定 - 秋竹斉一
- 編集 - 重村建吾
- 音響監督 - 鶴岡陽太
- 音楽 - 片岡知子
- 音楽プロデューサー - 中村伸一、山口優
- 企画プロデューサー - 八田英明
- プロデューサー - 瀬波里梨、中村伸一
- 協力 - 出町桝形商店街・学校法人聖母女学院
- 製作 - うさぎ山商店街（京都アニメーション、ポニーキャニオン、TBS）[4]

## モデル
物語の主な舞台となる「うさぎ山商店街」のモデルとなったのは、京都市上京区の出町桝形商店街およびその近辺である。たまこたちが通う学校は聖母女学院京都・藤森キャンパス、通学など川沿いの歩道の場面は、京都市伏見区深草キトロ町にある京阪本線藤森駅周辺であり、エンディングにおいて「取材協力」の形でクレジットされている。
また、「たまこラブストーリー」のラストシーンでは、JR京都駅の構内風景が登場する。

## 主題歌
「ドラマチックマーケットライド」
北白川たまこ（洲崎綾）によるオープニングテーマ。作詞は藤本功一、作曲は片岡知子、編曲は宮川弾。
「ねぐせ」
北白川たまこ（洲崎綾）によるエンディングテーマ。作詞は宮川弾、作曲は山口優、編曲は赤羽俊之と山口優。

### 劇中曲
「My Love's Like」（第1話）
Cage North
「Excerpts from "The Return Of The Drowning Witch"（Part1 - Part9）」（第1話 - 第4話、第6話、第8話）
Hogweed
「Un Lieu de Rencontre」（第2話）
Marilou
O.S.T「Girl Next door（Zizzania）」（第2話）
Franco Casa / Paul Bennett
「Hajimete No Hoshi」（第3話）
Toshiya Nagoshi
「Taste a moment of Satan's madness」（第6話）
Pink Marigold Ice Cream&Giuliano Sopliani
「Atlantis Flower」（第7話）
Paul Dante and His Lobu laria Orchestra
「恋の歌」（第9話）
ダイナマイトビーンズ
「Davata Vlna Tanec」（第10話）
Vladis lav Fibich symfonietta
「Girl on the 94」（第11話）
The Cupid's Toy

## 各話リスト
| 話数              | サブタイトル               | 脚本       | 絵コンテ          | 演出              | 作画監督   |
| ----------------- | -------------------------- | ---------- | ----------------- | ----------------- | ---------- |
| 第1話             | あの娘はかわいいもち屋の娘 | 吉田玲子   | 山田尚子          | 山田尚子          | 堀口悠紀子 |
| 第2話             | 恋の花咲くバレンタイン     | 吉田玲子   | 山田尚子          | 三好一郎          | 西屋太志   |
| 第3話             | クールなあの子にあっちっち | 吉田玲子   | 小川太一          | 小川太一          | 丸木宣明   |
| 第4話             | 小さな恋、咲いちゃった     | 花田十輝   | 北之原孝将        | 北之原孝将        | 池田晶子   |
| 第5話             | 一夜を共に過ごしたぜ       | 花田十輝   | 太田里香          | 太田里香          | 秋竹斉一   |
| 第6話             | 俺の背筋も凍ったぜ         | 横手美智子 | 河浪栄作          | 河浪栄作          | 引山佳代   |
| 第7話             | あの子がお嫁に行っちゃった | 吉田玲子   | 内海紘子          | 石原立也 石立太一 | 池田和美   |
| 第8話             | ニワトリだとは言わせねぇ   | 横手美智子 | 武本康弘          | 武本康弘          | 植野千世子 |
| 第9話             | 歌っちゃうんだ、恋の歌     | 吉田玲子   | 三好一郎          | 三好一郎          | 内藤直     |
| 第10話            | あの子のバトンに花が咲く   | 横手美智子 | 小川太一          | 小川太一          | 丸木宣明   |
| 第11話            | まさかあの娘がプリンセス   | 吉田玲子   | 山田尚子          | 北之原孝将        | 池田晶子   |
| 最終回 （第12話） | 今年もまた暮れてった       | 吉田玲子   | 石原立也 山田尚子 | 石原立也          | 池田和美   |

## 放送局
| 放送地域 | 放送局                 | 放送期間                      | 放送日時                     | 放送系列            | 備考             |
| -------- | ---------------------- | ----------------------------- | ---------------------------- | ------------------- | ---------------- |
| 東京都   | TOKYO MX               | 2013年1月10日 - 3月28日       | 木曜 0:30 - 1:00（水曜深夜） | 独立局              |                  |
| 兵庫県   | サンテレビ             | 2013年1月10日 - 3月28日       | 木曜 0:35 - 1:05（水曜深夜） | 独立局              |                  |
| 京都府   | KBS京都                | 2013年1月10日 - 3月28日       | 木曜 1:00 - 1:30（水曜深夜） | 独立局              |                  |
| 愛知県   | テレビ愛知             | 2013年1月10日 - 3月28日       | 木曜 2:05 - 2:35（水曜深夜） | テレビ東京系列      |                  |
| 日本全域 | BS11                   | 2013年1月14日 - 4月1日        | 月曜 0:00 - 0:30（日曜深夜） | BS放送              | 『ANIME+』枠     |
| 日本全域 | アニマックス           | 2013年1月30日 - 4月17日       | 水曜 22:00 - 22:30           | アニメ専門BS/CS放送 | リピート放送あり |
| 日本全域 | WOWOWプライム          | 2015年4月20日 - 4月27日       | 月曜 0:00 - 3:00（日曜深夜） | BS放送              | リピート放送あり |
| 日本全域 | ディズニー・チャンネル | 2015年12月26日 - 2016年1月6日 | 月曜 - 日曜 22:30 - 23:00    | CS放送              |                  |
| 日本全域 | AT-X                   | 2018年3月15日 -               | 木曜 22:30 - 23:00           | CS放送              | リピート放送あり |

テレビ放送のほか、TBSオンデマンド、バンダイチャンネルが本作の動画配信を行っている。

## 関連商品

### BD / DVD
2013年3月20日から8月21日まで発売された。初回特典として劇中歌が紙ジャケット仕様CDとして封入されている他、映像特典として監督の山田による制作現場レポート、ぺったんこアニメ「デラ's BAR」「おっちょこチョイちゃん」、描き下ろしイラスト付きもちもちラジオドラマが収録されている。
| 巻  | 発売日        | 収録話          | 映像特典 | 規格品番   | 規格品番   | 規格品番 |
| 巻  | 発売日        | 収録話          | 映像特典 | BD         | DVD        |          |
| --- | ------------- | --------------- | --- | ---------- | ---------- | -------- |
| 1   | 2013年3月20日 | 第1話 - 第2話   | デラ's BAR 制作現場レポート(1) もちもちラジオドラマ#1 - #2                                                                                             | PCXE-50251 | PCBE-54221 |          |
| 2   | 2013年4月17日 | 第3話 - 第4話   | デラ's BAR 制作現場レポート(2) もちもちラジオドラマ#3 - #4                                                                                             | PCXE-50252 | PCBE-54222 |          |
| 3   | 2013年5月15日 | 第5話 - 第6話   | デラ's BAR 制作現場レポート(3) もちもちラジオドラマ#5 - #6                                                                                             | PCXE-50253 | PCBE-54223 |          |
| 4   | 2013年6月19日 | 第7話 - 第8話   | おっちょこチョイちゃん(1) 制作現場レポート(4) もちもちラジオドラマ#7 - #8                                                                              | PCXE-50254 | PCBE-54224 |          |
| 5   | 2013年7月17日 | 第9話 - 第10話  | おっちょこチョイちゃん(2) 制作現場レポート(5) 公開ラジオダイジェスト映像 もちもちラジオドラマ#9 - #10                                                  | PCXE-50255 | PCBE-54225 |          |
| 6   | 2013年8月21日 | 第11話 - 第12話 | おっちょこチョイちゃん(3) 制作現場レポート(6) イベントバックステージ映像 キャラクターソングPV もちもちラジオドラマ#11 - #12 デラちゃんvsメカデラちゃん | PCXE-50256 | PCBE-54226 |          |
| BOX | 2015年3月18日 | 全12話          | デラ's BAR（全3話） おっちょこチョイちゃん（全3話） | PCXE-60097 |            |          |

#### 映像特典
『ぺったんこアニメ』は、BD / DVD各巻に収録の映像特典短編アニメ。『デラ's BAR』は平面キャラになったヒロインたちがデラのバーに来る。『おっちょこチョイちゃん』はヘタウマ絵でチョイ・モチマッヅィが主人公。
| 巻数 | タイトル                                           | 脚本       |
| ---- | -------------------------------------------------- | ---------- |
| 1    | デラ's BAR                                         | 横手美智子 |
| 2    | デラ's BAR                                         | 横手美智子 |
| 3    | デラ's BAR                                         | 吉田玲子   |
| 4    | おっちょこチョイちゃん そのいち。 おふろでチョイ。 | 吉田玲子   |
| 5    | おっちょこチョイちゃん そのに。 デコってチョイ。   | 吉田玲子   |
| 6    | おっちょこチョイちゃん そのさん。 恋してチョイ。   | 吉田玲子   |
| 6    | デラちゃんVSメカデラちゃん                         | -          |

### CD
| 発売日        | タイトル                                                                       | 規格品番   |
| ------------- | ------------------------------------------------------------------------------ | ---------- |
| 2013年1月25日 | ドラマチックマーケットライド                                                   | PCCG-70172 |
| 2013年1月25日 | ねぐせ                                                                         | PCCG-70173 |
| 2013年2月20日 | たまこまーけっと キャラクターソングアルバム twinkle ride CD                    | PCCG-01328 |
| 2013年4月26日 | たまこまーけっと オリジナル・サウンドトラック・アルバム Music Around of Tamako | PCCG-01329 |
| 2014年4月30日 | プリンシプル                                                                   | PCCG-70210 |
| 2014年7月16日 | たまこラブストーリー オリジナル・サウンドトラック                              | PCCG-01415 |
| 2014年7月16日 | 劇中曲コンピレーションCD 星とピエロ                                            | PCCG-01416 |
| 2015年3月18日 | ベストアルバム Everybody Loves Somebody 〜うさぎ山から愛をこめて               | PCCG-01447 |

### 小説
京都アニメーションKAエスマ文庫より2013年4月発売。著者一之瀬六樹、イラスト堀口悠紀子、監修吉田玲子。ISBN 978-4-907064-03-7。アニメにはないオリジナルストーリーで全11話を収録。
また、2014年7月には「たまこラブストーリー」がKAエスマ文庫より発売。著者一之瀬六樹、イラスト堀口悠紀子、監修吉田玲子。ISBN 978-4-907064-22-8。映画「たまこラブストーリー」のたまこ視点、みどり視点のストーリーと、南の島に戻ったチョイがお妃し探しに奔走するオリジナルストーリーの全3編を収録。

## イベント
放送直前の2013年1月5日に、京都文化博物館別館ホールにて、メインキャスト3名と山田監督が出演の「TVアニメ『たまこまーけっと』もちもち先行上映イベント」が開催された。
2013年5月4日にはゆうぽうと、同5月18日はKBSホールにて、『もちもち トーク&ライブイベント〜歌だ!踊りだ!お祭りだ!〜』を開催。出演者は洲崎綾、金子有希、長妻樹里、日高里菜、山下百合恵、山岡ゆり。
2023年に放送から10周年を迎え、記念特設サイトにて新規描きおろしビジュアルを発表。6月2日より新宿ピカデリー他の映画館にて1週間限定でテレビアニメの日替わり特別上映、6月4日にキャストトーク付き上映が決定。6月9日より京都出町座にてテレビアニメ・劇場版の一挙上演が開催決定した。

## WEBラジオ
『たまこまーけっと もちもちラジオ』は、2013年1月14日から同年6月24日までHiBiKi Radio Stationで毎週月曜日に配信されていた公式ラジオ番組。全18回。パーソナリティは洲崎綾、金子有希、長妻樹里。2月16日には公開録音が行われた。また、3月7日にはニコニコ生放送において、チョイ・モチマッヅィ役の山岡ゆりをゲストに招き、ラジオ収録の模様が動画配信された。コミックマーケット84（2013年8月10日 - 12日）においては、ラジオCD『たまこまーけっと もちもちラジオ CDスペシャル』が販売された。
ゲストは以下の通り。
- 第6回 - 山下百合恵（朝霧史織役）：公開録音
- 第9回 - 山岡ゆり（チョイ・モチマッヅィ役）：ニコニコ生放送
- 第12回 - 日高里菜（北白川あんこ役）

## 劇場版
『たまこラブストーリー』は、2014年4月26日に公開された日本のアニメーション映画。監督は山田尚子。主人公で餅屋の娘・北白川たまこと、その幼なじみ・大路もち蔵の高校3年生同士の恋模様を描く。
第18回文化庁メディア芸術祭アニメーション部門新人賞受賞作。
本作はテレビシリーズの続編という位置付けではあるが、映画単体でも楽しめる作品ということを念頭に制作されている。

### 概要（劇場版）
2013年12月、『たまこまーけっと』の劇場アニメ化が発表され、公式サイトがオープン。「たまこ、むけました。」というキャッチコピーと共に、主人公・北白川たまこが髪を下ろし、少し大人びた表情で描かれたキービジュアルが公開される。
2014年4月26日に公開。全国24スクリーンという小規模公開ながら、公開初週の土日2日間で動員2万263人、興収3168万8700円となり、全国映画動員ランキング（興行通信社調べ）で第11位にランクインするなど好成績をあげる。また、ぴあ初日満足度ランキング（ぴあ映画生活調べ）では第1位を獲得し、10代から30代の観客を中心に高い支持を集めた。その後、上映劇場も拡大され、興行収入は2億円を突破した。
同年11月には、第18回文化庁メディア芸術祭アニメーション部門で新人賞を受賞。
2016年9月16日、地上波初放送がなされた。

### あらすじ（劇場版）
主人公・北白川たまこは餅屋「たまや」の娘で、とにかくお餅が大好きなバトン部所属の高校3年生。そんなたまこの幼なじみであり、向かいの餅屋「大路屋」改め「RICECAKE Oh！ZEE」の息子でもある大路もち蔵は、生まれた頃から一緒に過ごしてきたたまこに対して、密かに恋心を抱いていた。
高校3年生に進級したことで進路を考え始める時期となり、映画研究会に所属しているもち蔵は、東京の大学の映像科に進学することを決める。同時に、たまこに対しても想いを伝えることを決意する。一方その頃、漠然と餅屋を継ぐことを考えていたたまこは、親友の常盤みどり、牧野かんな、朝霧史織らと下校途中、それぞれが各々の進路についてきちんと考えていることを知る。
想いを伝えることを決意したもち蔵であったが、機会はあれどなかなか実行に移せずにいた。そんなある日、たまこに対する好意を見透かしていたたまこの親友・みどりに、何も出来ないでいるもち蔵の姿勢を指摘される。もち蔵は勢いあまり、今日中に想いを伝えることをみどりに対し約束し、たまこと二人で一緒に帰ることとなる。一方、急かしたみどりは、どこか浮かない表情をし、ため息をつき「自己嫌悪」と呟く。夕方になりもち蔵はたまことの下校途中、河原でバランスを崩し転びそうになったたまこを腕を掴み引き上げる。そして腕を掴んだまま、告白をする。しかし、突然の出来事に動揺したたまこはそのまま腕を離し、バランスを崩し川に落ちてしまう。そしてたまこは、川の水に濡れてびしょびしょなまま、混乱しその場を走り去ってしまう。
告白以来、たまこは日常の言動がおぼつかなくなり、もち蔵と顔を合わせるのも避けるようになってしまう。いつも近くにいて、変わらないと思っていたもち蔵がきちんと物事を考えていたため、遠い人のように感じ、返事も出来ずどうしたら良いのか見失っていたたまこであった。そんなある日、たまこの祖父、北白川福が餅を喉に詰まらせてしまう。たまこの父親・北白川豆大が不在で取り乱していたたまこであったが、もち蔵がその場に丁度居合わせ、救急車に同乗する。幸い命に別条はないことが分かると、入院手続きのためにたまこともち蔵が残され、二人きりになる。自分が告白をしたせいでたまこの調子が悪くなったのだと思ったもち蔵は、あの日の告白をなかったことにし、今まで通りの関係に戻ろうと告げる。翌日、学校にてたまこはその経緯をみどり、かんな、史織に相談したことで自らの想いに気づき、きちんと返事をしようと決意する。
ある晩、たまこは、翌日の学校がインフルエンザ休校になることを連絡網にて知る。告白の返事をするため、連絡網の最後に当たるもち蔵に対しあえて電話をせず、翌日誰もいない教室でもち蔵を待っていた。しかし、もち蔵は友人経由で休校を知っており、それを利用し進学を考えていた東京の大学の見学に行くことを決めていた。二人の動きに気付いたみどりはたまこの待つ教室に現れ、「もち蔵が東京に転校を決め、朝の新幹線で行ってしまう」と嘘をつき、たまこを急かす。駅のホームに着いたたまこは、新幹線にいまにも乗車しようとしていたもち蔵を発見し、大声で呼び止める。そして、もち蔵の母・道子を経由して借りていた糸電話を投げようとするが、間違って両側を投げてしまう。それを受け取ったもち蔵は片側の糸電話を投げ返し、それをたまこは両手でキャッチする。きちんとキャッチ出来たことに対して自分で驚くたまこであったが、すぐに意を決し、「もち蔵、大好き、どうぞ。」と返答するのであった。

### スタッフ（劇場版）
- 企画・原作 - 京都アニメーション[23]
- 監督 - 山田尚子[23]
- 脚本 - 吉田玲子[23]
- キャラクターデザイン・総作画監督 - 堀口悠紀子[23]
- 絵コンテ - 山田尚子
- 演出 - 山田尚子、小川太一、河浪栄作、山村卓也
- 作画監督 - 堀口悠紀子、丸木宣明、引山佳代
- 美術監督 - 田峰育子
- 色彩設計 - 竹田明代
- 撮影監督 - 山本倫
- 設定 - 秋竹斉一
- 音響監督 - 鶴岡陽太
- 音楽 - 片岡知子、マニュアル・オブ・エラーズ
- 音楽プロデューサー - 中村伸一、山口優
- 録音 - 名倉靖
- 音響効果 - 神保大介
- 編集 - 重村建吾
- 設定マネージャー - 栗原一樹
- 企画プロデューサー - 八田英明
- 制作プロデューサー - 大橋永晴
- プロデューサー - 瀬波里梨、中村伸一
- 取材協力 - 京都出町桝形商店街、学校法人聖母女学院、出町ふたば、京都養老軒、錦湯、平野とうふ
- 協力 - 森脇清隆（京都文化博物館）、タワーレコード株式会社、株式会社ローソン、スイーツパラダイス、株式会社ムービック、京阪電気鉄道株式会社、ひらかたパーク、ekiSh（エキッシュ）
- 制作協力 - アニメーションDo
- アニメーション制作 - 京都アニメーション
- 製作 - 「たまこラブストーリー」製作委員会[注 24]（京都アニメーション、ポニーキャニオン、TBS）
- 配給 - 松竹

### 主題歌（劇場版）
主題歌「プリンシプル」
作詞 - 愛鈴 / 作曲 - 藤本功一 / 編曲 - 谷口尚久 / 歌 - 洲崎綾
エンドロールの後半（エンディング曲の後）に流れる。
オープニング曲「KOI NO UTA」
作詞 - 北白川豆大 / 作曲 - ダイナマイトビーンズ / 歌 - 北白川豆大（作中設定）
作詞 - 山田尚子 / 作曲 - 山口優
ダイナマイトビーンズ「恋の歌」の別バージョン。
エンディング曲「こいのうた」
作詞 - 北白川豆大 / 作曲 - ダイナマイトビーンズ / 歌 - 北白川たまこ（作中設定）
作詞 - 山田尚子 / 作曲 - 山口優
ダイナマイトビーンズ「恋の歌」のカバー。
エンドロールの前半（主題歌の前）に流れる。
本編中でもサビの一部が歌われている（クレジットなし）。
劇中歌
「恋の歌」
作詞 - 北白川豆大 / 作曲・歌 - ダイナマイトビーンズ（作中設定）
作詞 - 山田尚子 / 作曲 - 山口優
「Excerpts from "The Return Of The Drowning Witch"（Part1 - Part9）」
作曲・編曲・演奏 - Hogweed
「qum Daiwtiigyam」
作詞 - Gunung Bangep / 作曲 - Ro ga-nang / 歌 - Daniels
「豆大さんへ」
作詞・作曲・歌 - ひなこ（作中設定）
作詞 - 山田尚子・山口優 / 作曲 - フランス民謡
サウンドトラック等に使われている曲名は『豆大さんへ～「きらきら星」より』。
「上を向いて歩こう」
作曲 - 中村八大 / 編曲 - 片岡知子
歌唱なし。

### 受賞
18回文化庁メディア芸術祭アニメーション部門新人賞を受賞している。その講評で、アニメ監督の高橋良輔は本作が日常に宿る感動を描いた点を評価し、「日本アニメーションの到達点と評している。
第６９回毎日映画コンクールアニメーション映画賞にノミネートされ、二次選考まで進んだ。受賞はしなかったが、「少女の心のときめきをみずみずしく描いた」点で評価が集まった。
| 賞                         | 部門                     | 結果       |
| -------------------------- | ------------------------ | ---------- |
| 第18回文化庁メディア芸術祭 | アニメーション部門新人賞 | 受賞       |
| 第69回毎日映画コンクール   | アニメーション部門       | ノミネート |

### 同時上映『南の島のデラちゃん』
『南の島のデラちゃん』は、『たまこラブストーリー』と同時上映で公開されたショートフィルム。絵コンテ・演出は石原立也。
本作時点で南の島にいる、デラ、メチャ、チョイだけが登場する。

### BD / DVD
2014年10月10日発売。販売元はポニーキャニオン。初回限定版は、オールカラー・スペシャルブックレット、名場面絵コンテ集、描きおろしフォトカードセット、特製フィルムしおりが特典として付録するメモリアル・アートBOX仕様となっている。
- 映画「たまこラブストーリー」
  - 映画本編
  - 映像特典
    - 舞台挨拶映像
    - 特報・予告・PV集
    - ノンクレジットOP・ED

  - 音声特典
    - キャストコメンタリー（洲崎綾、田丸篤志、金子有希、長妻樹里）
    - スタッフコメンタリー（監督・山田尚子、美術監督・田峰育子、色彩設計・竹田明代、撮影監督・山本倫）

### テレビ放送
- 2015年4月29日 - WOWOWプライム（20時30分 -）でテレビ初放送[28]。
- 2016年9月16日 - TOKYO MX（19時00分 - 20時29分）で地上波初放送[22]。

### 関連書籍
たまこラブストーリー ノベライズ
劇場版のストーリーを元にした小説。著者は一之瀬六樹。イラストは堀口悠紀子。監修は吉田玲子。KAエスマ文庫刊。2014年7月発売。ISBN 978-4-907064-22-8。

### BD / DVD
2014年10月10日発売。販売元はポニーキャニオン。初回限定版は、オールカラー・スペシャルブックレット、名場面絵コンテ集、描きおろしフォトカードセット、特製フィルムしおりが特典として付録するメモリアル・アートBOX仕様となっている。
- 映画「たまこラブストーリー」
  - 映画本編
  - 映像特典
    - 舞台挨拶映像
    - 特報・予告・PV集
    - ノンクレジットOP・ED

  - 音声特典
    - キャストコメンタリー（洲崎綾、田丸篤志、金子有希、長妻樹里）
    - スタッフコメンタリー（監督・山田尚子、美術監督・田峰育子、色彩設計・竹田明代、撮影監督・山本倫）

### テレビ放送
- 2015年4月29日 - WOWOWプライム（20時30分 -）でテレビ初放送[28]。
- 2016年9月16日 - TOKYO MX（19時00分 - 20時29分）で地上波初放送[22]。

### 関連書籍
たまこラブストーリー ノベライズ
劇場版のストーリーを元にした小説。著者は一之瀬六樹。イラストは堀口悠紀子。監修は吉田玲子。KAエスマ文庫刊。2014年7月発売。ISBN 978-4-907064-22-8。